# Ушагаш (Келеський район)
Ушага́ш (каз. Үшағаш) — село у складі Келеського району Туркестанської області Казахстану. Входить до складу Бірліцького сільського округу.
Населення — 493 особи (2021; 301 у 2009, 252 у 1999, 152 у 1989).